# Lewis Stone

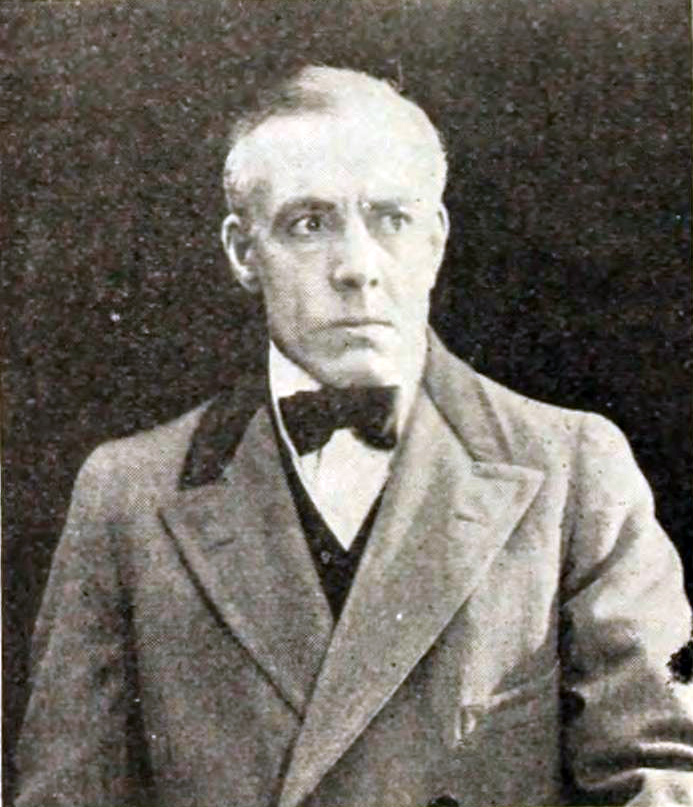
Lewis Stone, 1916.

Lewis Stone, född 15 november 1879 i Worcester i Massachusetts, död 12 september 1953 i Beverly Hills i Los Angeles, var en amerikansk skådespelare.
På 1910-talet arbetade han som teaterskådespelare på Broadway. Han filmdebuterade 1915 eller 1916, och från 1920-talet var han kontrakterad hos bolaget Metro-Goldwyn-Mayer. Han klarade till skillnad från många stumfilmsskådespelare övergången till ljudfilm galant, och kom under 1930-talet och 1940-talet att bli en populär karaktärsskådespelare. Han blev särskilt omtyckt i sin roll som domare James Hardy i filmserien om Andy Hardy med Mickey Rooney i titelrollen. Stone kom totalt att medverka i över 150 Hollywoodfilmer. När han avled hade han varit kontraktsanställd så länge att han tillsammans med Lionel Barrymore tilldelats en guldnyckel till sitt omklädningsrum av filmbolaget.
Han tilldelades postumt en stjärna på Hollywood Walk of Fame vid adress 6526 Hollywood Blvd.

## Filmografi i urval
- 1920 – Undan lagens arm
- 1923 – Den farliga leken
- 1925 – En försvunnen värld
- 1925 – Kungar i landsflykt
- 1928 – Gröna hatten
- 1929 – Vilda orkidéer
- 1930 – Romantik
- 1931 – Inspiration
- 1932 – Grand Hotel
- 1932 – Den rödhåriga kvinnan
- 1932 – Bekänn!
- 1933 – Drottning Christina
- 1934 – En ängel med temperament
- 1934 – Skattkammarön
- 1935 – David Copperfield
- 1935 – Kapten på Singaporelinjen
- 1935 – Ung kvinna efterlyses
- 1936 – Den ödesdigra timmen
- 1936 – Storstaden lockar
- 1937 – Andy Hardy på vift
- 1938 – Andy Hardy och kärleken
- 1939 – Ice Follies
- 1940 – Andy Hardy och oskulden
- 1941 – Andy Hardy lever livet
- 1942 – Andy Hardys dubbelliv
- 1948 – I valet och kvalet
- 1949 – Sista given
- 1951 – Inga planer i himlen
- 1952 – Fången på Zenda
- 1952 – Scaramouche – de tusen äventyrens man